# Órbia (gens)
A gens Orbia foi uma família plebeia menor em Roma. Nenhum membro desta gens é conhecido por ter ocupado qualquer magistratura, mas muitos deles são conhecidos a partir de inscrições. O mais ilustre membro da família pode ter sido o jurista Publius Orbius, um contemporâneo de Cícero.

## Origem
O nomen Orbius é derivado do cognomen Orbus, um órfão ou abandonado. É o cognato do nomen Orfia dos sabino ou na oscano'. Pelo menos duas outras gentilicia são derivados de Orbius usando diferentes sufixos: Orbilius usando o sufixo diminutivo -ilius, e Orbicius usando o sufixo -icius.

## Prenomes
Os Orbii usaram uma ampla variedade de prenomes, dos quais os mais importantes foram Marcus e Lucius. A família também usou Publius e Titus, e há poucos exemplos de Gaius, Aulus e Quintus. Todos esses eram nomes muito comuns ao longo da história romana. Há também uma única instância de Decimus, um nome muito menos comum.

## Membros
- Orbius, um prefeito romano que defendeu a ilha de Delos em 87 a.C. contra Atenas durante a Primeira Guerra Mitridática.[6]
- Publius Orbius, um jurista pouco antes da época de Cícero, que o descreve como um advogado inexperiente, mas muito erudito em direito civil. Ele foi aluno de Titus Juventius.[7][1]
- Publius Orbius, pretor em 65 a.C., e governador da Ásia no ano seguinte.[8][9]
- Orbius, um agricultor rico aludido por Horácio.[10][11]
- Orbius Laetianus, subpraefectus dos Vigias (Roma Antiga) em 191 d.C.[12][11]
- Aulus Orbius, nomeado em duas inscrições de Praeneste em Lácio (região histórica).[13]
- Lucius Orbius, nomeado em uma inscrição de Tibur em Sâmnio.[14]
- Lucius Orbius L. f., o marido de Tullia, nomeado em uma inscrição de Roma.[15]
- Lucius Orbius M. f., um mestre de escola nomeado em uma inscrição dedicatória da ilha de Tenos em Acaia.[16]
- Lucius Orbius M. f., nomeado em uma inscrição da ilha de Delos em Acaia, talvez o mesmo identificado como magister Italiceis em outra inscrição.[17]
- Marcus Orbius, nomeado em uma inscrição de Roma.[18]
- Marcus Orbius, nomeado em uma inscrição em Lambésis em Numídia, datando do reinado de Septímio Severo.[19]
- Marcus Orbius M. f., um nativo de Aquae Sextiae em Gália Narbonense, foi um tenente estacionado em Roma em algum momento no final do segundo ou início do terceiro século.[20]
- Marcus Orbius, nomeado em uma inscrição de Casinum em Lácio.[21]
- Marcus Orbius, Decurión da colônia em Ostia, enterrado em um sepulcro familiar em Ostia, junto com sua esposa, Januaria, e filha, Orbia Januaria, dedicado por seu filho, Marcus Orbius Protogenes.[22]
- Titus Orbius L. f., dedicou uma basilica ao povo de Tibur.[23]
- Orbia Acume, uma liberta mencionada em três inscrições funerárias em Roma.[24]
- Marcus Orbius Agrypnus, enterrado em Interamna Lirenas em Lácio.[25]
- Orbia L. f. Aphrodisia, filha de Lucius Orbius Verinus, enterrada no atual local de Monte San Giusto, então em Piceno.[26]
- Gaius Orbius Asellio, o patrono de Gaius Orbius Cosmus e Gaius Orbius Phronimus.[27]
- Lucius Orbius Caelianus, nomeado em uma inscrição de Lambaesis.[28]
- Lucius Orbius L. l. Colo, uma criança liberta enterrada em Roma, com oito anos.[29]
- Gaius Orbius Cosmo, enterrado em Pola na província de Venetia et Histria, foi um dos clientes de Gaius Orbius Asellio.[27]
- Orbius Crescens, enterrado em Castellum Celtianum na Numídia, com quarenta anos.[30]
- Quintus Orbius Dionysius, enterrado em Castrimoenium em Lácio.[31]
- Aulus Orbius A. l. Eros, um liberto nomeado em uma inscrição de Praeneste.[32]
- Orbius Eutychus, nomeado em uma inscrição de Ostia.[33]
- Orbius Faustinus, nomeado em uma lista de construtores de navios em Porto (ancoradouro).[34]
- Marcus Orbius Faustus, enterrado em um sepulcro familiar em Roma.[35]
- Orbius Fortunatus, nomeado em uma lista de construtores de navios em Portus.[34]
- Lucius Orbius Felix, um tribuno na segunda legião em Lambaesis.[36]
- Marcus Orbius M. f. Felix, um soldado na nona coorte urbana em Roma, em 197 d.C.[37]
- Marcus Orbius Felix, nomeado em uma inscrição dedicatória de Thuburbo Maius em África Proconsularis.[38]
- Quintus Orbius Felix, nomeado em uma inscrição de Ostia, datando entre 101 e 130 d.C.[39]
- Lucius Orbius L. l. Galata, um liberto mencionado em três inscrições funerárias de Roma.[24]
- Lucius Orbius L. f. Gallus, nomeado em uma inscrição de Roma.[15]
- Orbia L. l. Helena, uma liberta enterrada em Roma.[29]
- Marcus Orbius Helius, dedicou um túmulo em Roma para seu querido amigo, Titus Flavius Eutychius.[40]
- Lucius Orbius Italicus, nomeado em uma inscrição de Aquileia em Venetia et Histria, datando de 376 a 425 d.C.[41]
- Orbia M. f. Januaria, filha de Marcus Orbius e Januaria, com quem foi enterrada no sepulcro familiar em Ostia.[22]
- Marcus Orbius Januarius, enterrado em Simitthus em África Proconsularis, com cento e dez anos, segundo a inscrição.[42]
- Decimus Orbius Martialis, um membro da quinta coorte dos Vigiles em Roma em 202 d.C.[43]
- Lucius Orbius Mercurio, nomeado em uma inscrição de Delos.[44]
- Orbia M. l. Nympha, uma liberta enterrada em Interamna Lirenas em Lácio.[25]
- Lucius Orbius Orbianus, marido de Aelia Martilla, enterrado no atual local de Mechta el Oussera, então na Numídia, com cinquenta e cinco anos.[45]
- Gaius Orbius Phronimus, um dos clientes de Gaius Orbius Aseillio.[27]
- Orbia Primigenia, enterrada em um sepulcro familiar em Roma.[35]
- Marcus Orbius M. l. Principis, um liberto e padeiro, enterrado em Interamna Lirenas.[25]
- Marcus Orbius M. f. Protogenes, dedicou um sepulcro familiar em Ostia para seus pais, Marcus Orbius e Januaria, e irmã, Orbia Januaria.[22]
- Lucius Orbius Provincialis, nomeado em uma lista de soldados em Lambaesis.[46]
- Orbius Puteolanus, nomeado em uma lista de construtores de navios em Portus.[34]
- Orbia Restituta, a irmã de Publius Orbius Rusticus, enterrada em Emerita Augusta em Lusitânia.[47]
- Quintus Orbius Rufus, enterrado em Roma, com sessenta e cinco anos.[48]
- Publius Orbius Rusticus, o irmão de Orbia Retituta, enterrado em Emerita Augusta.[47]
- Marcus Orbius Scapula, dedicou um monumento a um Onesimus em Portus.[49]
- Titus Orbius T. f. Severus, nomeado em uma inscrição de Apta na Gália Narbonense.[50]
- Titus Orbius T. f. Tuscus, nomeado em uma inscrição funerária de Verona em Venetia et Histria.[51]
- Lucius Orbius Verinus, construiu um túmulo para sua filha, Orbia Aphrodisia, no atual local de Monte San Giusto em Piceno.[26]